# Upadacitinib
L'upadacitinib est une molécule inhibitrice sélectif de la janus kinase 1.

## Pharmacodynamique
Donné par voie orale, la biodisponibilité atteint 80 % et sa concentration ne varie pas significativement selon le sexe, la maladie et en cas d'insuffisance rénale modérée.

## Efficacité
Dans la polyarthrite rhumatoïde résistante au méthotrexate, il s'avère supérieur à l'adalimumab en ce qui concerne les symptômes et les signes radiologiques et à l'abatacept en ce qui concerne les symptômes et les signes biologiques.
Dans la spondylarthrite ankylosante, il est efficace dans les formes résistantes aux anti-inflammatoires, même en l'absence d'atteinte radiologique.
Dans la dermatite atopique, il est efficace, qu'il soit donné seul ou en association avec un corticoïde local.
Dans la rectocolite hémorragique, il permet d'obtenir plus de rémissions par rapport à un traitement placebo. L'indication en a été retenue pour cette affection par la Food and Drug Administration en 2022.